# Miltona, Minnesota
Miltona là một thành phố thuộc quận Douglas, tiểu bang Minnesota, Hoa Kỳ. Năm 2010, dân số của thành phố này là 424 người.

## Dân số
- Dân số năm 2000: 279 người.
- Dân số năm 2010: 424 người.